# 2016 FM59
2016 FM59, também escrito como 2016 FM59, é um objeto transnetuniano que está localizado no cinturão de Kuiper, uma região do Sistema Solar. Ele possui uma magnitude absoluta de 8,1 e tem um diâmetro estimado de 106 km.

## Descoberta
2016 FM59 foi descoberto no dia 28 de março de 2016 pelo DECam.

## Órbita
A órbita de 2016 FM59 tem uma excentricidade de 0,057 e possui um semieixo maior de 44,974 UA. O seu periélio leva o mesmo a uma distância de 42,424 UA em relação ao Sol e seu afélio a 47,525 UA.